# Eparchie něftěkamská
Eparchie něftěkamská je eparchie ruské pravoslavné církve nacházející se v Rusku.

## Území a titul biskupa
Zahrnuje správní hranice území Askinského, Bakalinského, Baltačevského, Belebejevského, Belokatajského, Blagovarského, Buzďakského, Burajevského, Duvanského, Ďurťulinského, Jermekejevského, Iliševského, Kaltasinského, Kiginského, Krasnokamského, Mečetlinského, Salavatského, Tatyšlinského, Tujmazinského, Čekmaguševského, Šaranského a Janaulského rajónu republiky Baškortostán.
Eparchiálnímu biskupovi náleží titul biskup něftěkamský a belebejevský.

## Historie
Eparchie byla zřízena rozhodnutím Svatého synodu dne 27. prosince 2011 oddělením území z ufské eparchie. Stala se součástí nově vzniklé baškortostánské metropole.
Prvním eparchiálním biskupem se stal igumen Ambrozie (Munteanu), duchovní unghenijské eparchie.

## Seznam biskupů
- 2011–2012 Nikon (Vasjukov), dočasný administrátor
- 2012–2019 Ambrozie (Munteanu)
- 2019–2023 Nikon (Vasjukov), dočasný administrátor
- od 2023 Mitrofan (Jevrokatov)